# Kavkazski (Stàvropol)
|  | Per a altres significats, vegeu «Kavkazski». |

Kavkazski (en rus: Кавказский) és un poble (un khútor) del krai de Stàvropol, a Rússia, que en el cens del 2010 tenia 97 habitants. Pertany al districte rural de Zelenokumsk.